# Čiekurkalns (stacja kolejowa)
Čiekurkalns (ros. Чиекуркалнс) – stacja kolejowa w miejscowości Ryga, w dzielnicy Čiekurkalns, na Łotwie. Położona jest na linii Ryga - Valga.
Stacja powstała w XIX w.

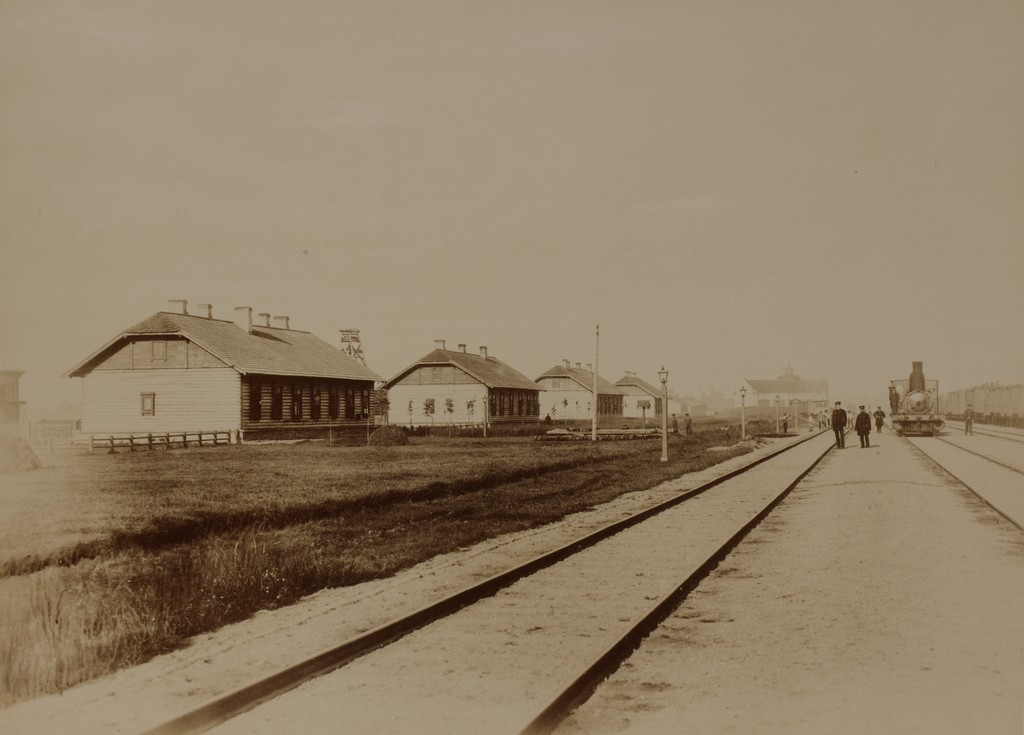
Stacja w 1889
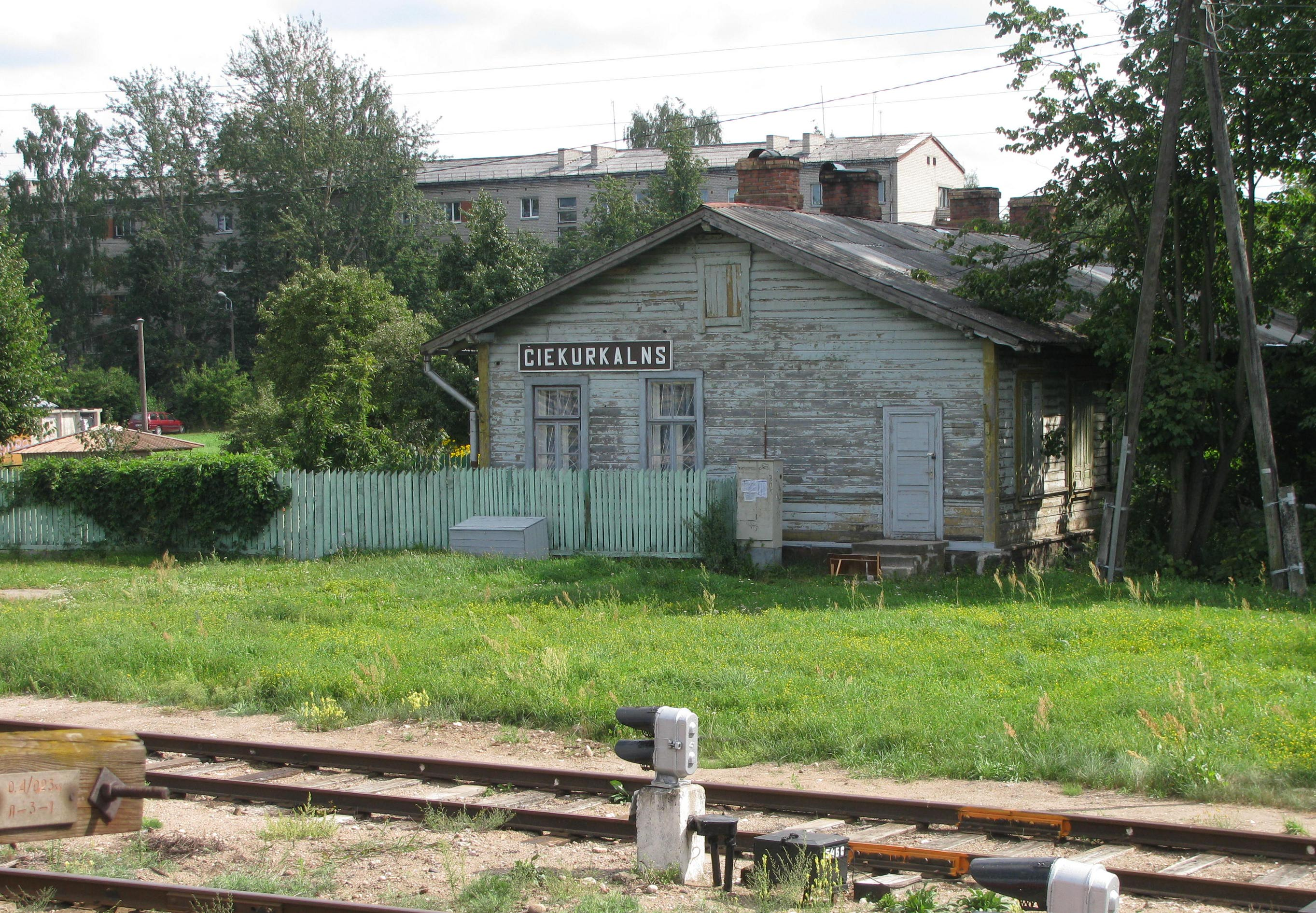
Budynek stacyjny